# Chāh Matār
Chāh Matār (persiska: چاه متار, Chāh Maţār) är en ort i Iran.   Den ligger i provinsen Khorasan, i den östra delen av landet, 800 km öster om huvudstaden Teheran. Chāh Matār ligger 888 meter över havet och antalet invånare är 132.
Terrängen runt Chāh Matār är platt åt sydost, men åt nordväst är den kuperad. Terrängen runt Chāh Matār sluttar brant österut.Runt Chāh Matār är det glesbefolkat, med 11 invånare per kvadratkilometer. Närmaste större samhälle är Arg-e Qalandar, 7,7 km öster om Chāh Matār. Trakten runt Chāh Matār är ofruktbar med lite eller ingen växtlighet.